# Bernhard Klodwig
Bernhard Klodwig (* 7. September 1897 in Priment; † 9. Februar 1945 in Gleiwitz) war ein deutscher römisch-katholischer Geistlicher, Redemptorist und Märtyrer.

## Leben
Bernhard Klodwig trat 1922 in den Redemptoristenorden ein. Nach dem Noviziat studierte er ab 1923 im Kloster Geistingen in Hennef und wurde am 15. April 1928 zum Priester geweiht. Die Stationen seines weiteren Wirkens waren Gleiwitz, Patschkau (1929–1932), zweites Noviziat in Aachen, Glanerbrug, Gleiwitz (1933), Braunsberg (1934), Breslau (1934–1936), Glogau (1936–1941), Patschkau (1941–1944) und ab Januar 1944 wieder Gleiwitz. Dort wurde er am 9. Februar 1945 beim Austragen der Kommunion von russischen Soldaten erschlagen und begraben. Noch im gleichen Jahr wurde er von seinen Ordensbrüdern in den Klosterbereich umgebettet.

## Gedenken
Die deutsche katholische Kirche hat Bernhard Klodwig als Blutzeugen aus der Zeit des Nationalsozialismus in das deutsche Martyrologium des 20. Jahrhunderts aufgenommen.